# Exilisia quadripunctata
Exilisia quadripunctata là một loài bướm đêm thuộc phân họ Arctiinae, họ Erebidae.